# ドルヒラ
『ドルヒラ』は、堀井秀人（井上行広）が『週刊少年ジャンプ』に連載していた漫画作品。1996年の日本を舞台としており、コメディ色の強い水泳漫画として連載が開始された。作者にとっては連載デビューである本作の絵柄は、全14話の間で急激に変化している。話数カウントは「第○コース!!」である。
ドルヒラとは、手が平泳ぎで足がドルフィンキックの泳法のことであり、作中で主人公がこの泳法を見せたことに本作のタイトルは由来する。

## あらすじ
成美中学柔道部の怪物1年生・柏崎竜二は、水泳部に所属する清水直美に一目惚れしたことをきっかけに、水泳部入部を決意する。

## 登場人物
柏崎竜二（かしわざき りゅうじ）
本作品の主人公。身長198cm・体重116kgの巨漢の中学1年生の少年で、通称「ゴリクマ」である。関西弁で喋る。柔道部に所属し、1年生にしてその名を轟かせていたが、直美に惚れたことを機に水泳部に転部した。当初は泳ぐことができなかった。おおらかで少々抜けたところがあるが、根性は人一倍ある。実家は洋菓子屋を営んでいる。
清水直美（しみず なおみ）
女子水泳部に所属している。兄は三郷。実は竜二と幼馴染だったことを覚えており、さらに昔、竜二に惚れていたことを明かした。竜二の家の洋菓子屋の常連客である。
橋本英二（はしもと えいじ）
竜二の友人。面白いことに目が無く、特に竜二関連では様々なことが起きるため、野次馬目的で柔道部から水泳部に転部した。1500メートル程度は泳げるらしい。作中で竜二のことを「ゴリクマ」と呼ぶのは、この英二だけである。
西島真一（にしじま しんいち）
竜二の友人。竜二や英二に引っ張られて柔道部から水泳部に移った。英二と同程度ぐらいは泳げる。実家は寺である。
橘三郷（たちばな みさと）
男子水泳部の主将。3年生。直美の兄でよく学校から一緒に帰宅している。名字が直美と異なる理由に関しては作中では特に触れられていない。真面目で厳しいが、竜二の才能と努力には一目置くようになる。
鹿屋二俊（かのや ふみとし）
裁多中学水泳部。ジュニアの自由形の記録保持者で、才能があるのをいいことに横暴な振る舞いを見せる。途中で髪型がスキンヘッドに変わる。コミックス2巻の番外編では、全く別の配役をされている。
羽曳野（はびきの）
竜二らと同じ成美中学水泳部1年生。練習試合の日に主将と喧嘩するなどした問題児だが、水泳の才能はある。一人称は「私」。かなりの金持ちでナルシストである。直美に惚れて、竜二をライバル視するようになる。
木村奈保子（きむら なおこ）
病欠していた山崎先生に代わって水泳部顧問になった。竜二の素質に惚れこむ。
山本一也（やまもと かずや）
世界選手権優勝などの輝かしい実績を持つ「世界の柔道王」。六段。竜二の噂を聞きつけ成美中学にやってきたが、中学生の竜二に投げ飛ばされた。
山崎先生（やまざきせんせい）
水泳部顧問だったが、病気で休職しており、作中では未登場である。

## 副題
- ゴリクマ
- ダイブ!!
- 保健室
- キャプテン!!
- 出場!!
- 鹿屋二俊
- 飛び込む!!
- 勝負!!
- 偶然ドキッ!!
- 羽曳野
- 竜二、不利!!
- バースデイ
- 竜二 決意!!
- 前日!!

### 番外編
- 第7.5コース!! 真一、敬三郎（単行本1巻収録）
- 番外コース!! あの人の秘密（単行本2巻収録）
- も一つおまけコース!! ためになるスイミング教室（同上）

## 書誌情報

### 単行本
1. ゴリクマ飛び込む!! ISBN 4-08-872301-5
2. ゴリクマ勝負!! ISBN 4-08-872302-3